# 유나이티드 아티스츠
유나이티드 아티스츠(United Artists, UA)는 미국의 영화 & 방송을 제작하는 종합 엔터테인먼트 스튜디오로서 1919년, 찰리 채플린, 메리 픽퍼드, 더글라스 페어뱅크스, D. W. 그리피스가 주축이 되어 설립되었으며, 지금은 메트로 골드윈 메이어가 이 회사를 소유하고 있다.
2006년 11월, 메트로 골드윈 메이어는 영화 배우/제작자인 톰 크루즈와 캐스팅 에이전트 회사를 제작/운영자인 폴라 와그너와 파트너쉽을 체결했지만, 폴라 와그너는 2008년 8월 14일, 유나이티드 아티스츠를 떠났다.
2014년 9월 22일, MGM은 One Three Media 와 LightWorkers Media의 소유주인 마크 버넷 와 로마 다울리를 영입, 방송 프로그램 제작 회사로 새롭게 시작하고자 유나이티드 아티스츠 미디어그룹으로 이름을 바꾸고 48%의 지분을 획득하게 된다.

## 역사

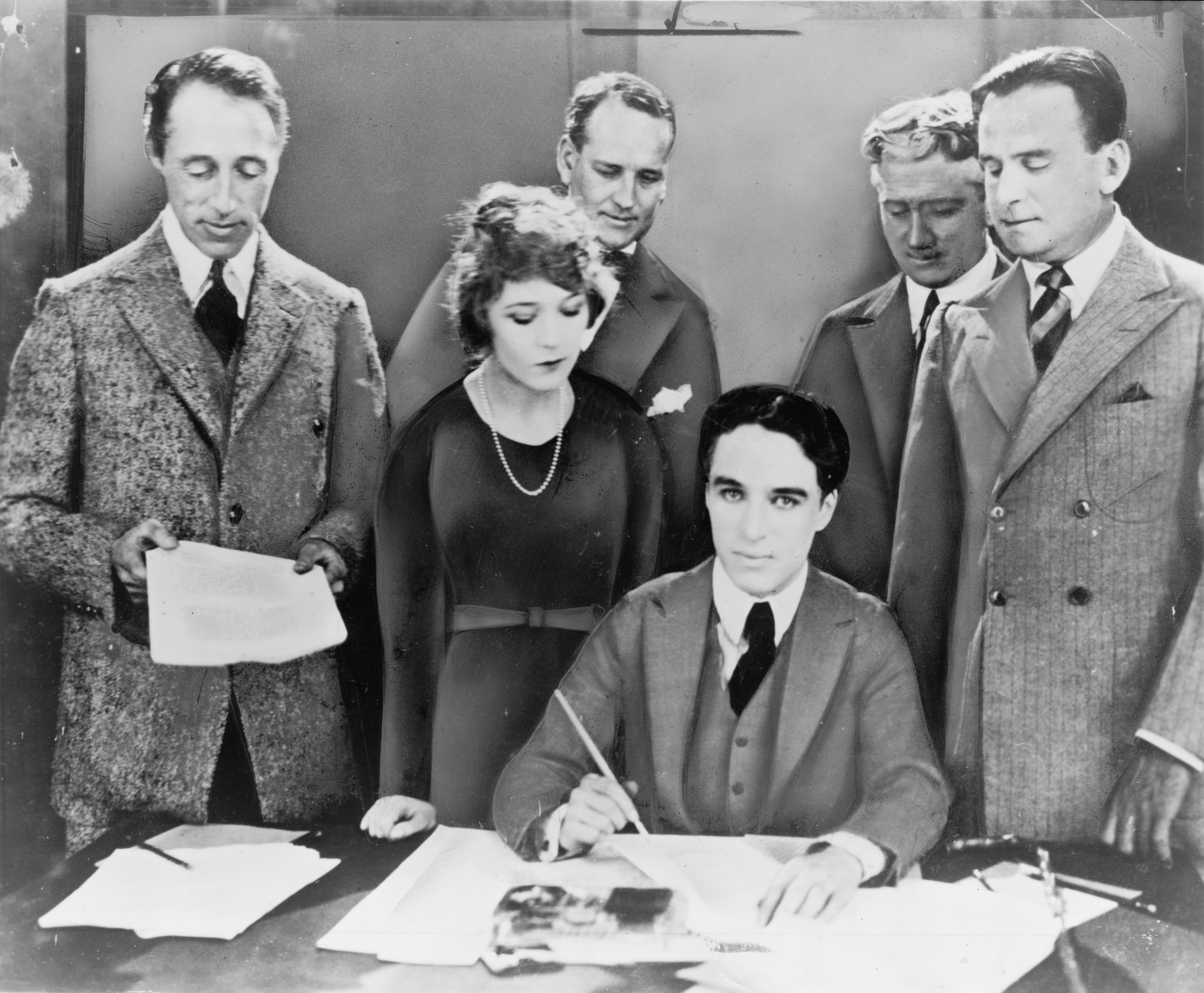
UA 설립자들

### 설립 이전
1919년 2월 5일, 당시 할리우드에서 영향력이 많았던 메리 픽퍼드, 더글라스 페어뱅크스, D. W. 그리피스, 그리고 찰리 채플린이 모여 유나이티드 아티스츠를 설립하였다.
4명의 설립자 모두 20%의 지분을 가지고 있었으며 나머지 20%는 변호사였던 윌리엄 깁스 맥어도가 가지게 되었다. 초창기에는 설립자였던 그리피스의 《꺾인 꽃》, 《동쪽으로 난 길》 등을 배급했으며 찰리 채플린의 《파리의 여인》, 《황금광시대》 등이 제작되었는데 이중 《황금광시대》가 크게 성공해 찰리 채플린을 헐리우드 최고의 스타에 오르게한 영화로 평가받고있다. 그 후 조지프 M. 솅크, 새뮤얼 골드윈, 알렉산더 코다, 하워드 휴스 같은 제작자와 버스터 키턴, 메리 픽퍼드 등의 스타가 UA에서 함께 하였다.
발성 영화의 시대가 개막하면서 솅크, 골드윈, 휴스 이외에도 월트 디즈니, 데이비드 O. 셀즈닉, 월터 와그너 같은 제작자들도 UA에 영화제작에 참여하였다. 이중 골드윈은 자신이 설립한 골드윈 픽처스가 이후 MGM으로 넘어가게 됨에따라서 자신의 스튜디오인 새뮤얼 골드윈 프로덕션을 운영하면서 윌리엄 와일러가 감독한 《도즈워스》 등을 제작하였다.
데이비드 O. 셀즈닉은 자신의 스튜디오인 셀즈닉 인터내셔널 픽처스를 운영하면서 앨프리드 히치콕의 《레베카》를 제작하였다. 월트 디즈니는 한동안 UA에서 자신의 만화 영화를 배급하였다가 텔레비전 운영권을 같고 UA와 결별한 후 RKO 라디오 픽처스로 갔다. 월터 와그너는 존 포드의 《역마차》를 제작하였고 채플린은 《시티 라이트》, 《모던 타임즈》로 여전히 흥행하고 있었다. 이후 골드윈은 RKO로, 와그너는 유니버설로 떠났다.

### 독립 기업 (1940년 ~ 50년대 전반)

UA 초창기 로고

UA는 할리우드에서 8대 스튜디오에 들어갔지만 5대 메이저에는 들어가지는 못했다. 하지만 3대 마이너에는 들어갔는데 그나마도 대부분 점유율은 제일 밑에 위치하고 있었다.
이러면서 UA를 지탱하던 제작자들이 떠나가는 가운데 UA의 재정은 서서히 몰락해 가고 있었다. 찰리 채플린 등은 여전히 UA에서 영화를 제작하였지만 스튜디오 시스템으로 인해 UA의 영화를 메이저 스튜디오가 운영하는 영화관에서 걸지 않고 있었다. 이때 1948년, 미국 연방 대법원에서 파라마운트 판결을 내림으로써 영화 제작, 배급, 상영을 통합하는 것은 독점 금지법 위반으로 판결하였다. 이러면서 UA는 다시 영화를 배급하기 시작하였다.
1950년대에 존 휴스턴의 《아프리카의 여왕》, 데이비드 린의 《써머타임》 등이 제작되었다. 이때 설립자였던 채플린은 미국에서 쫓겨나면서 스위스에 정착하면서 UA의 설립자들은 이후 UA에서 영화를 제작하지는 못하였지만 이후로도 여러 감독들과 제작자들이 UA에서 영화를 배급하였는데 이때 빌리 와일더가 파라마운트 픽처스에서 오게 된다.

### 공익적 기업으로의 변모 (1950년대 후반 ~ 1960년대)
오토 프레밍거, 존 휴스턴, 미리시 형제, 조지프 E. 리바인 등이 UA에 참여하면서 1957년, 헨리 폰다가 제작을 맡고 시드니 루멧이 감독한 《12인의 성난 사람들》을 시작으로 법정 영화인 《검찰 측의 증인》, 1959년, 존 포드의 《존 웨인의 기병대》, 《뜨거운 것이 좋아》, 1960년에는 《아파트 열쇠를 빌려드립니다》를 제작,배급하였다. 또한 1961년, 로버트 와이즈가 레너드 번스타인의 뮤지컬을 영화로 옮긴 《웨스트 사이드 스토리》로 아카데미상을 수상하게 되면서 UA 역사상 최고의 전성기를 보내고 있었다. 그 후 스탠리 크레이머의 《매드 매드 대소동》, 영국의 밴드인 비틀스의 영화인 《노란 잠수함》, 《하드 데이즈 나잇》, 이언 플레밍의 소설을 가져온 007 시리즈가 흥행에 성공해면서 헐리우드의 영향력을 주도하기 시작하였다.

### 보험회사가 영화사를 인수한 시대 (1970년대~ 1980년대 초반)
1967년 유나이티드 아티스츠는 거대 보험 전문 기업인 트랜스 아메리카(Trans America)계열로 편입됐고, 2년 후, 데이비드 피커(David Picker)가 사장으로 취임한 이후 놀랄 만한 성과를 거두었는데 1975년 밀로스 포만(Milos Forman) 감독의 〈뻐꾸기 둥지 위로 날아간 새〉(One Flew Over the Cuckoo’s Nest)부터 1976년 존 아빌드센(John Avildsen) 감독의 〈록키〉(Rocky), 1977년 우디 앨런(Woody Allen)의 〈애니 홀〉(Annie Hall) 등 3편이 연속해서 아카데미 작품상을 수상한 것이다.
1980년, 마이클 치미노는 UA 자사 사상 최대의 제작비인 4천 4백만달러를 들여서 '천국의 문'을 제작하게 되었지만 제작 당시부터 막대한 제작비, 긴 상영시간, 부정적인 언론평, 감독의 독단적인 제작 행태에 대한 여러 소문이 돌았다. 우여곡절 끝에 극장개봉에는 성공했지만 3000만불 넘게 들인 제작비에 비해 북미 수입은 고작 3백만 달러에 그쳤다. 결국 흥행수입이 10분의 1도 채 안돼 배급사였던 유나이티드 아티스츠사는 심각한 재정난을 겪었고, 흥행 실패의 여파가 너무 커 파산될위기에 처했으나 MGM사에 합병되어 MGM/UA 엔터테인먼트가 되었다. 이 사건을 계기로 할리우드의 감독 위주의 영화 제작 관행에도 영향을 주었는데 과거에 비해 영화 제작 과정에서 영화사가 많은 권한을 갖고 감독 및 제작진을 통제하기 시작한 것이다.

### 2000년대 ~ 현재

#### United Artists Entertainment
2006년 11월 2일, 메트로 골드윈 메이어는 파라마운트 픽처스와 독점 계약을 맺은 영화 배우 톰 크루즈와 캐스팅 에이전트 폴라 와그너에게 소유권을 넘겨주고 로스트 라이온즈, 작전명 발키리를 제작하게 된다. 하지만 흥행부진에 따른 재정적인 어려움으로 폴라 와그너는 2008년 8월 14일, 유나이티드 아티스츠를 떠났다.
2009년, 메트로 골드윈 메이어와 함께 페임, 온천탕 타임머신를 선보였지만 2010년 MGM이 유나이티드 아티스츠의 지분을 모두 인수함에 따라서 91년만에 영화사업을 접게된다.

#### United Artists Media Group
2014년 9월 22일, MGM은 Lightworkers Media, Hearst Entertainment의 지분 55%를 인수함에 따라서 할리우드 TV 프로듀서인 마크 버넷 와 로마 다울리를 영입, 방송 프로그램 제작 회사로 새롭게 시작하고자 유나이티드 아티스츠 미디어그룹으로 이름을 바꾸기로 했다.

## 같이 보기
- 유나이티드 아티스츠의 영화 목록